# Comtessa de Thoury
La comtessa de Thoury va ser una de les nombroses amants del rei Francesc I de França. Procedia d'una gran casa de la Nièvre i de l'Allier: la Casa de Thoury. Aquesta maca i rica comtessa del Nivernais fou convidada pel rei a reunir-se amb ell a la cort francesa cap a 1510. Molt enamorat, Francesc I li donà una propietat amb el seu nom: Thoury i el títol de comtessa del lloc. Però feu sobretot construir el molt cèlebre castell de Chambord per tal d'acostar-se a la comtessa. Les armes de la comtessa figuren al castell.